# Monumento al Tessitore
Il monumento al Tessitore, soprannominato l'Omo ("Uomo" in lingua veneta), è una scultura di Schio, (Vicenza), opera del 1879 di Giulio Monteverde.
Commissionato da Alessandro Rossi e dedicato "ai suoi tessitori", è uno dei principali simboli della città; la statua risulta essere il primo monumento in Italia dedicato a dei lavoratori.

## Descrizione
La statua, in pietra bianca, raffigura un operaio che tiene in mano una navetta, parte essenziale del telaio meccanico; il suo sguardo è rivolto proprio verso la spoletta che impugna. Ai suoi piedi sono posti dei panni, il frutto del suo lavoro.
Il basamento della statua, in granito, è invece opera di Antonio Caregaro Negrin; oltre alla dedica del monumento ed al nome del committente,  dentro a otto formelle sono incisi una serie di motti che ben sintetizzano la filosofia imprenditoriale di Alessandro Rossi.
Essi sono:
- Rivendichiamo rinnovando l'arte dei padri
- Eguali dinnanzi al telaio come dinnanzi a Dio
- L'avvenire è dei popoli lavoratori
- Capitale lavoro di ieri, lavoro capitale del domani
- Pronti alla navetta per la famiglia, alla carabina per l'Italia ed il Re
- Il lavoro ci affranca ed eleva
- Conquiste di lavoro, conquiste d'oro
- Dal telaio il risparmio, dal risparmio la proprietà

## Storia
La storia di questo monumento è molto travagliata: inaugurato il 21 settembre 1879, originariamente l'Omo era collocato al centro di un crocevia tra l'ingresso della Lanerossi ed il nuovo quartiere operaio, tra le via Rossi e Maraschin. Nella seconda metà degli anni trenta, per esigenze legate alla espansione urbanistica, fu trasferito presso dei piccoli giardini pubblici del quartiere operaio posti lungo via Maraschin. Nel 1945 fu infine definitivamente collocato presso la piazza principale di Schio, di fronte al duomo.
Nel maggio 2003 la statua fu accidentalmente abbattuta da una gru che stava effettuando lavori di manutenzione della piazza. Nel corso del 2004 il monumento, ricomposto e restaurato, è stato riconsegnato alla cittadinanza. Nel corso del 2019 è stato nuovamente sottoposto a un lavoro di pulitura e consolidamento.